# آندرانیک چاقاریان

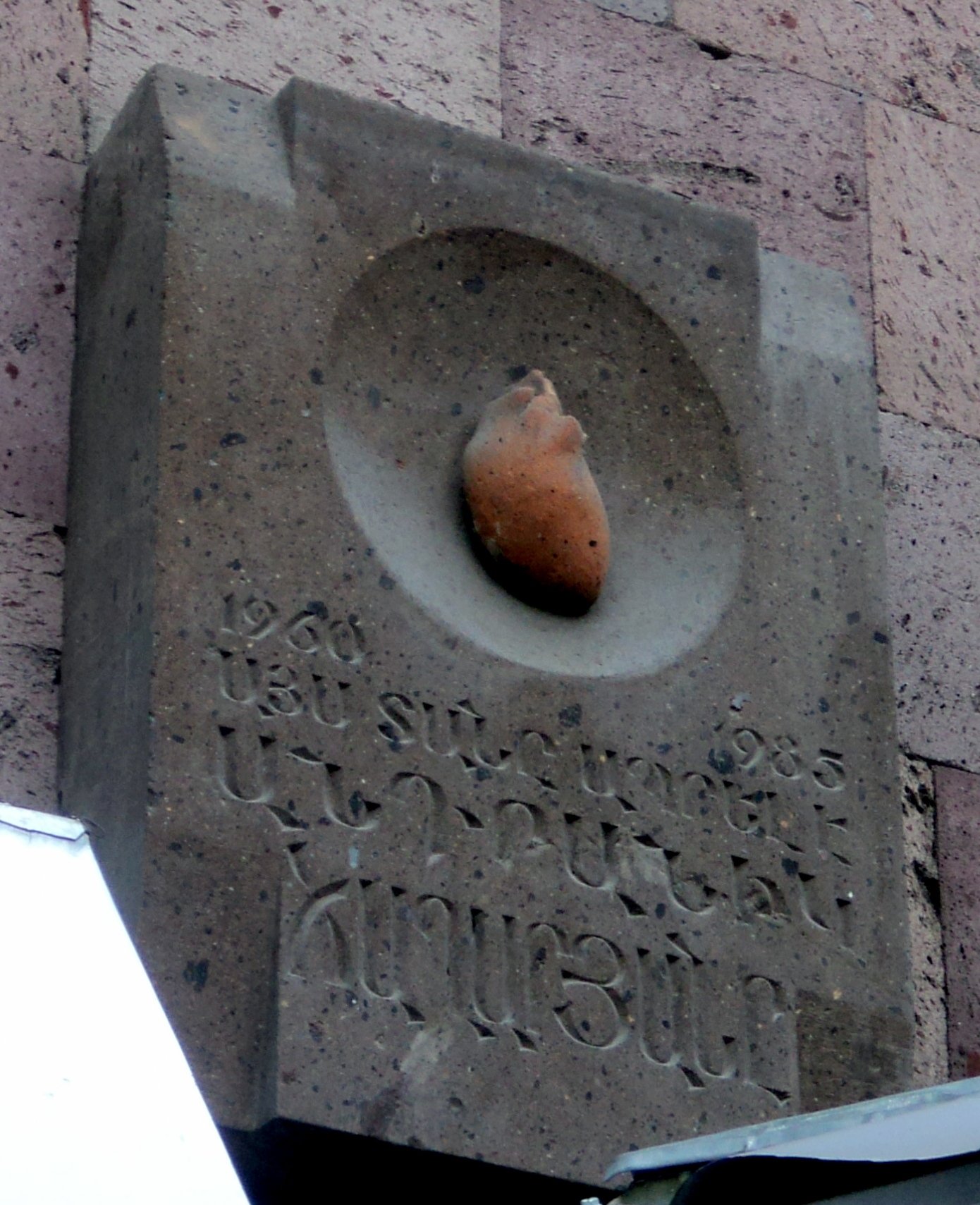

آندرانیک جومشودی چاقاریان (ارمنی: Անդրանիկ Ջումշուդի Ճաղարյան؛  زادهٔ ۱۲ مهٔ ۱۹۱۶ - درگذشته ۲۲ مهٔ ۱۹۸۵) یک جراح و انسان‌شناس اهل ارمنستان بود.

## زندگی‌نامه
در ۱۲ مهٔ ۱۹۱۶ در آستغاشن به دنیا آمد و از دانشگاه پزشکی دولتی ایروان فارغ‌التحصیل شد. لوون جاغاریان پسر وی بود.   وی همچنین برنده دانشمند شایسته ارمنستان شوروی (۱۹۶۳) شده است. وی در ۲۲ مهٔ ۱۹۸۵ در سن ۶۹ سالگی در ایروان درگذشت.

## یادداشت
1. ↑  բժշկական գիտությունների դոկտոր
2. ↑  մարդաբան